# Abbas Suan
Abbas Suan (né le 27 janvier 1976 à Sakhnin) est un joueur de football arabe israélien de confession musulmane. Selon la transcription, son nom peut être orthographié Souan ou Sowan.
Joueur du club israélien Hapoël Ironi Kiryat Shmona qui évolue en première division, il a remporté la Coupe d'Israël de football en 2004.
Le 26 mars 2005, en équipe nationale, il connaît une certaine reconnaissance en marquant le but de l'égalisation pendant la dernière minute du match de qualification pour la Coupe du monde 2006 contre l'équipe d'Irlande. Ce match nul permet à Israël de continuer à prétendre à la qualification en phase finale de la Coupe. 
Dans la foulée de ce match, la loterie nationale israélienne a édité une affiche montrant Abbas Suan souriant pour lutter contre le racisme et encourager les Arabes israéliens à jouer au football.

## Carrière
- 1994-1996 :  Hapoël Sakhnin
- 1996-2006 :  Hapoël Bnei Sakhnin
- 2006-2008 :  Maccabi Haïfa
- 2007-jan . 2009 :  Hapoël Ironi Kiryat Shmona
- jan. 2009-2010 :  Hapoël Bnei Sakhnin